# Unulf de Spoleto
Unulf (sau Unnolf), (n, ? - d. 752) a fost pentru o scurtă perioadă (în anul 752) duce longobard de Spoleto.
Unulf este consemnat că ar fi guvernat la Spoleto pentru câțiva ani, însă informația este nesigură. Regele Aistulf al longobarzilor, a preluat ducatul de Spoleto la un moment dat în propriile-i mâini după moartea ducelui Lupus. 